# Eria punctata
Eria punctata är en orkidéart som beskrevs av Johannes Jacobus Smith. Eria punctata ingår i släktet Eria och familjen orkidéer. Inga underarter finns listade i Catalogue of Life.